# Chorote
Le chorote Iyo'wujwa (ou chorotí) ou manhui est une langue mataguayo parlée dans le Boquerón au Paraguay ainsi qu'en Argentine dans la province de Salta par 2 000 Chorote. Quelques locuteurs se trouvaient en Bolivie dans le département de Tarija, mais la langue est peut-être éteinte dans ce pays.

## Variétés
Le chorote est divisé en un certain nombre de dialectes.